# Barrett Ruud
Barrett James Ruud (Lincoln, 20 maggio 1983) è un ex giocatore di football americano statunitense che ha militato nel ruolo di linebacker nella National Football League. Fu scelto dai Tampa Bay Buccaneers nel corso del secondo giro del Draft NFL 2005. Al college ha giocato a football all'Università del Nebraska.

## Carriera professionistica

### Tampa Bay Buccaneers
Ruud fu scelto dai Tampa Bay Buccaneers nel corso del secondo giro del Draft 2005. Nella sua stagione da rookie giocò tutte e 16 le partite mettendo a segno 17 tackle. Nel 2006 giocò come titolare 5 delle 16 gare disputate a causa degli infortuni occorsi a Shelton Quarles e Ryan Nece, terminando la sua seconda stagione con 57 tackle.
Nel 2007, Ruud divenne titolare a tempo pieno dopo che la squadra tagliò il titolare delle ultime stagioni Shelton Quarles. Egli giocò titolare tutte le 15 partite della sua stagione, mettendo a segno 114 tackle e 2 intercetti. Egli rimase il titolare dei Bucs anche nel 2008 e terminò la stagione totalizzando 137 tackle, 3 sack e 2 intercetti.

### Tennessee Titans
Il 30 luglio 2011, Ruud firmò coi Tennessee Titans. Dopo aver iniziato come titolare le prime 9 gare della stagione 2011, Ruud si infortunò e il 13 dicembre fu messo ufficialmente in lista infortunati, terminando la sua stagione.

### Seattle Seahawks
Il 6 aprile 2012, Ruud firmò con i Seattle Seahawks con cui rimase solo il tempo della pre-stagione.

### New Orleans Saints
Il 21 agosto 2012, Ruud fu scambiato dai Seahawks con i New Orleans Saints in cambio di una futura scelta del draft non comunicata. L'8 ottobre, dopo che la squadra partì con un record di 1-4, fu svincolato dai Saints.

### Houston Texans
Il 10 ottobre 2012 Ruud firmò con gli Houston Texans dopo l'infortunio della loro stella difensiva, il linebacker Brian Cushing. Nella vittoria della settimana 12 sui Titans, Barrett mise a segno il primo sack con la sua nuova squadra.

## Palmarès
- Difensore del mese della NFC: 1

settembre 2007

## Statistiche
| Partite totali      | 104 |
| Partite da titolare | 77  |
| Tackle totali       | 642 |
| Intercetti          | 7   |
| Fumble forzati      | 6   |